# Relazioni bilaterali tra Italia e Portogallo
Le relazioni bilaterali tra Italia e Portogallo fanno riferimento ai rapporti diplomatici ed economici tra la Repubblica Italiana e la Repubblica Portoghese. Entrambe le nazioni sono membri del Consiglio d'Europa, dell'Unione Europea, dell'Organizzazione del Trattato dell'Atlantico del Nord, dell'Organizzazione per la Cooperazione e lo Sviluppo Economico, dell'Unione per il Mediterraneo e delle Nazioni Unite.

## Storia

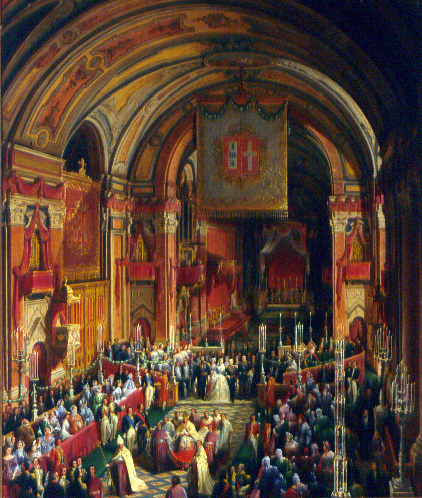
Matrimonio tra il re Luigi I del Portogallo e Maria Pia di Savoia a Lisbona nel 1862.

L'Italia e il Portogallo hanno una lunga storia di relazioni data la vicinanza tra le due nazioni. Sotto l'Unione Iberica dal 1580 al 1640, il Portogallo e il Regno di Napoli, il Regno di Sicilia e il Ducato di Milano furono tutti amministrati dalla Casa d'Asburgo. Tra il 1680 e il 1682 ci fu un commercio diretto tra il Portogallo e il Ducato di Savoia.
Fino al 1860, il Portogallo mantenne rappresentanze diplomatiche presso il Regno di Sardegna e il Regno delle Due Sicilie. Nell'aprile 1850, l'Ambasciatore portoghese residente a Roma, accreditato presso la Santa Sede, fu accreditato anche presso il Granducato di Toscana. Nel 1860, l'Italia e il Portogallo stabilirono relazioni diplomatiche formali. Nel settembre 1861, il Portogallo riconobbe Vittorio Emanuele III come re del Regno d'Italia.
Nel settembre 1911, l'Italia riconobbe la Prima Repubblica portoghese e, nel maggio 1918, l'Italia riconobbe il governo del presidente portoghese Sidónio Pais. Nel 1946, l'ultimo re italiano, Umberto II di Savoia, fuggì in Portogallo, dove rimase per 37 anni.
Durante la prima guerra mondiale, il Portogallo rimase neutrale, anche se, nel 1916, divenne un membro associato delle forze alleate (che includevano l'Italia). Anche durante la seconda guerra mondiale, il Portogallo restò neutrale.
Le relazioni politiche tra Italia e Portogallo restano tuttora strette. Entrambe le nazioni sono membri dell'Unione Europea e lavorano a stretto contatto su numerose questioni.

## Accordi bilaterali
Entrambe le nazioni hanno firmato alcuni accordi bilaterali come il Trattato per il commercio e la navigazione (1872), l'Accordo di Cooperazione Culturale e Scientifica (1977), l'Accordo per evitare la doppia imposizione e prevenire l'evasione fiscale nel campo delle imposte sul reddito (1980), l'Accordo sulla sicurezza (2007); e l'Accordo sulla protezione reciproca delle informazioni classificate (2007).

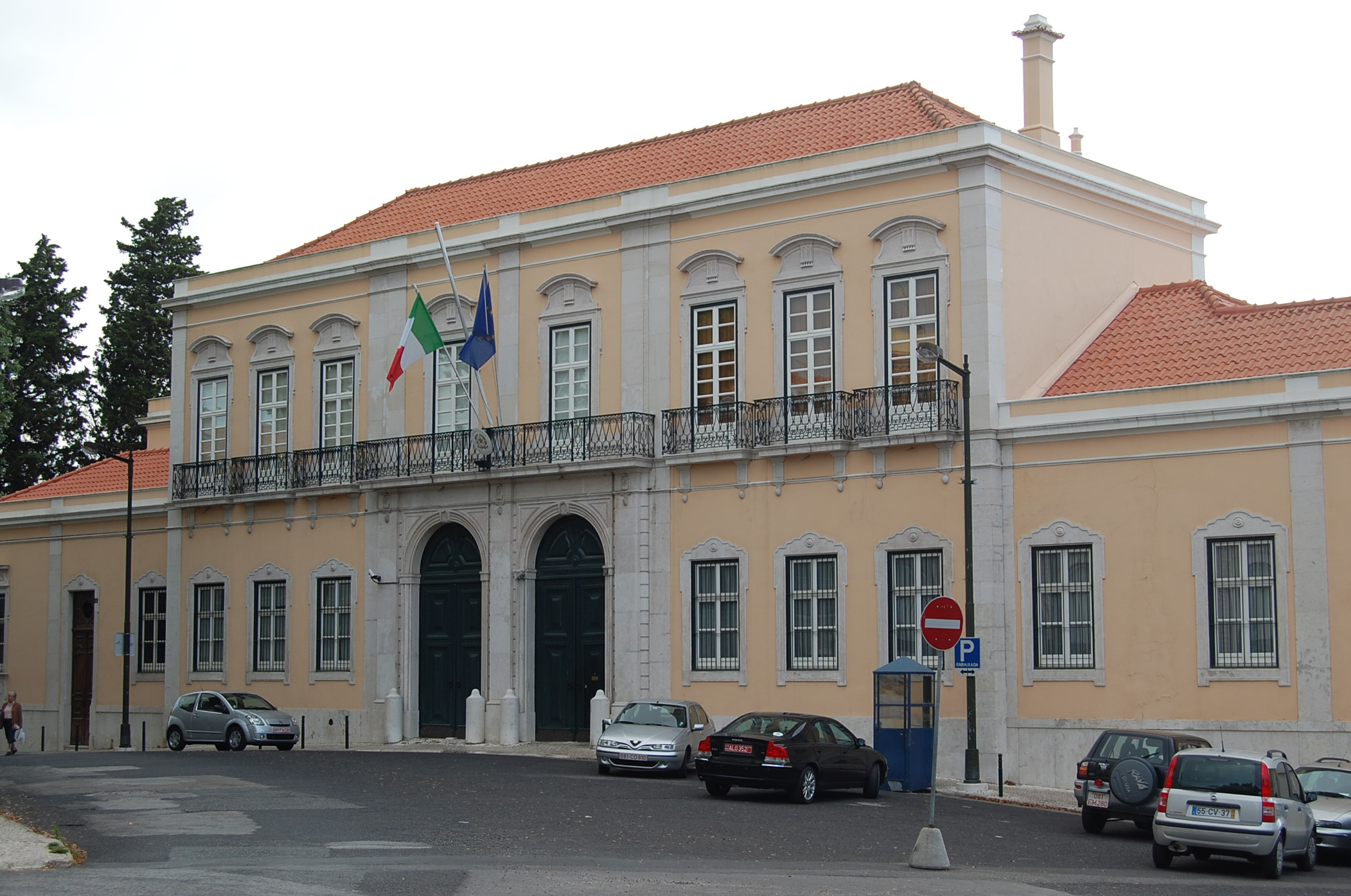
Ambasciata d'Italia a Lisbona

## Rappresentanze diplomatiche
- L'Italia ha un'ambasciata a Lisbona.[4]
- Il Portogallo ha un'ambasciata a Roma.[5]